# 노마 벤겔

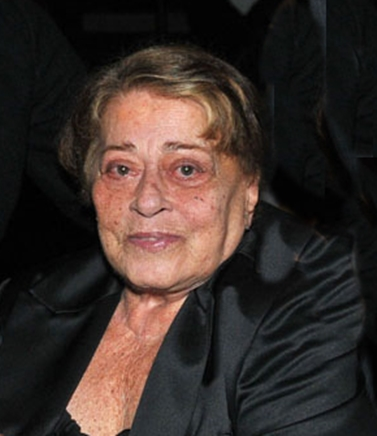

노마 벤겔(Norma Bengell, 1935년 2월 21일 ~ 2013년 10월 9일)은 브라질의 배우, 영화 감독, 각본가이다.
리우데자네이루에서 태어났으며 리우데자네이루에서 사망하였다. 사인은 폐암이다.

## 영화
- 아나바지스 (2007년)
- 컬러 오브 유어 데스티니 (1986년)
- 지구의 나이 (1980년)
- OSS 117 - 휴가 작전 (1970년)
- 서부의 무법자 (1966년)
- 흡혈귀 행성 (1965년) - 사냐 역
- 확실한 이유 (1964년)
- 산타 바바라의 맹세 (1962년)